# السبعة شيوخ
السبعة شيوخ هي بلدية جبلية تقع في الشمال الشرقي لولاية تلمسان الجزائرية ضمن دائرة الرمشي بولاية تلمسان.
يحدها شمالا ولاية عين تموشنت وغربا بلدية الرمشي وجنوبا بلدية عين يوسف وشرقا دائرة عين الكيحل (ولاية عين تموشنت).
لم تكن المنطقة ذات أهمية تذكر.وقد عرفت باسم «مديونة» والراجح أنه اسم بربري.لكن منذ التقسيمات الإدارية التي عرفتها الجزائر عام 1985م/ ارتقت إلى بلدية وتغير اسمها إلى «سبعة شيوخ» وهو كما حال كل البلاد جزء من خطة التعريب التي عرفتها منذ الاستقلال.السكان كلهم من العنصر العربي على عكس معظم المناطق الجبلية في شمال تلمسان والتي تسكنها عناصر بربرية مستعربة

## التسمية
اصل التسمية مختلف عليه.لكن أكثر الأقوال تقول أنه نسبة إلى سبعة أضرحة منتشرة بالمنطقة والتي يطلق عليها «الأولياء الصالحين» وهي موجودة بمقبرة شمال البلدية.

## الجغرافيا والمناخ
تعتبر المنطقة جبلية وتعرف مناخا معتدلا على طول السنة.ارتفاع المنطقة والذي يبلغ ذروته 610م في قمة جبل سبعة شيوخ. كما تعرف تساقط الثلوج أحيانا في فصول الشتاء والربيع وهو أمر نادر في شمال تلمسان.أما التساقطات المطرية فهي وفيرة من شهري أكتوبر / تشرين أول.إلى ماي/ أيار..أما فصل الصيف فهو جاف مع حرارة معتدلة.

## النشاط الاقتصادي
يغلب النشاط الزراعي على المنطقة بالإضافة إلى تربية المواشي والدواجن.
أما المواصلات، يوجد طريق ولائي يربط البلدية بدائرة الرمشي. كما يتجه شرقا إلى عين تموشنت. عدم وجود طرق ذات أهمية ساهم في عزلة المنطقة وجمد النشاط الاقتصادي والبشري.